# Jan Szypowski

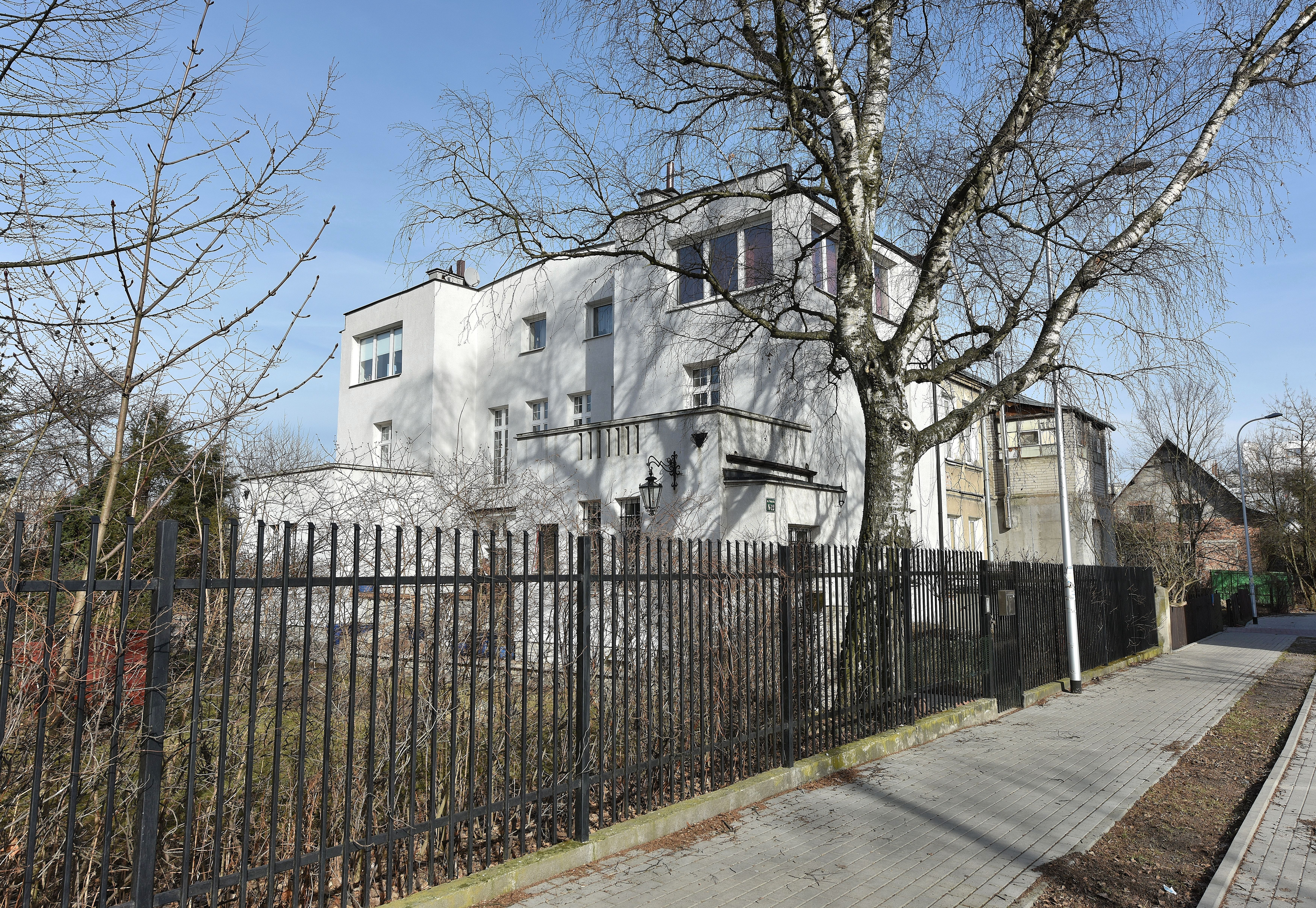
La villa 12 Rue Podolska à Varsovie, où vivait Jan Szypowski (vue de la rue Łysogórska).

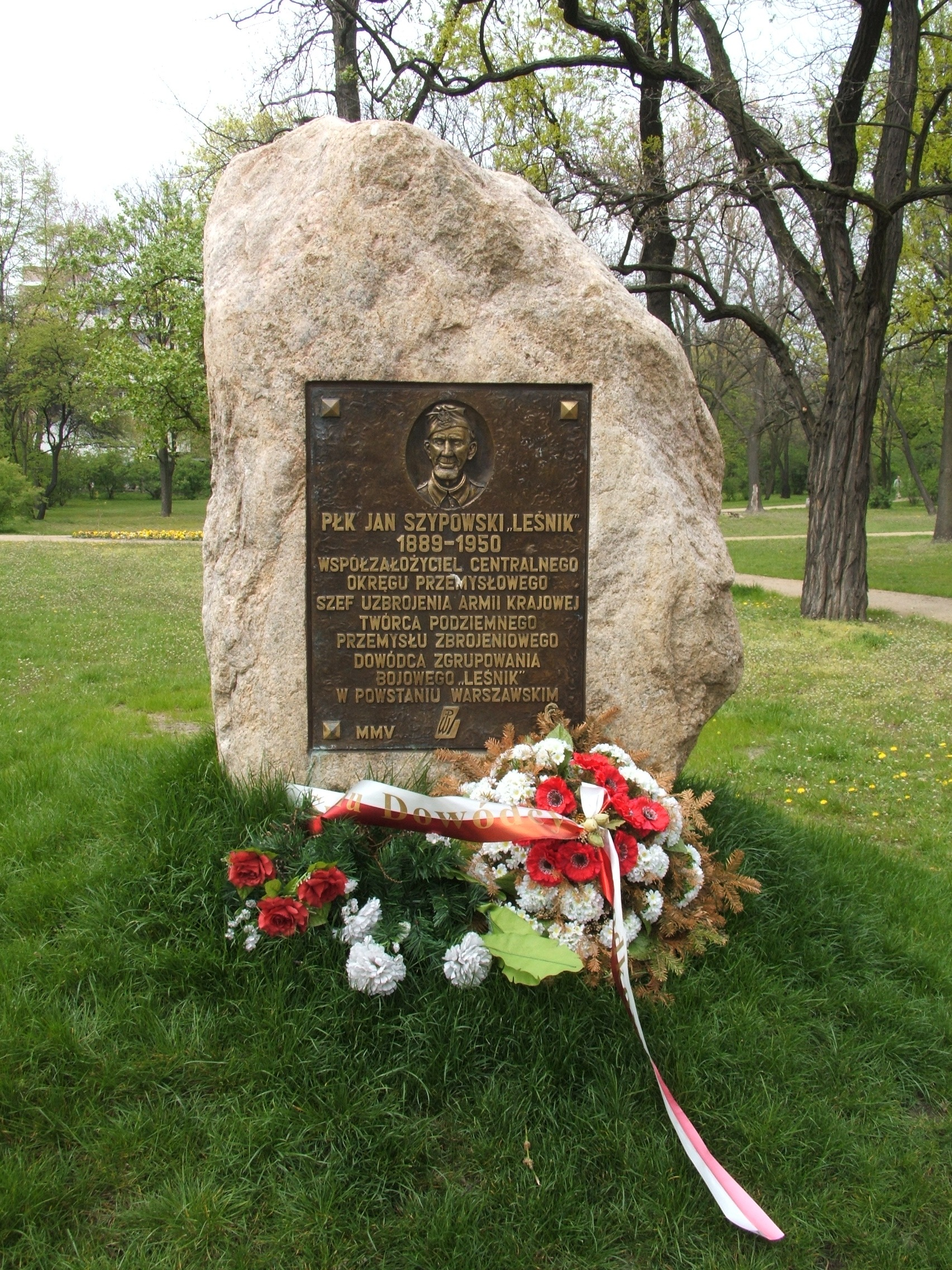
Une pierre commémorant Jan Szypowski dans le parc qui porte son nom à Varsovie.

Jan Szypowski, dit Forestier, Jan Kochanowski, né le 5 janvier 1889 à Słupca et mort le 28 mars 1950 à Varsovie, est un colonel dans l'armement de l'armée polonaise, cofondateur du Central Industrial District, chef des armements de l'Armée de l'Intérieur, fondateur de l'industrie souterraine de l'armement, commandant du groupe de combat Leśnik dans le soulèvement de Varsovie, chevalier de la croix d'argent de l'ordre militaire de Virtuti Militari.

## Biographie
Pendant la Première Guerre mondiale, il a combattu dans les rangs de l'armée impériale russe. Au grade de lieutenant, il commandait la batterie de la forteresse de la forteresse d'Osowiec. Le 6 août 1915, près d'Osowiec, il a été frappé à la suite d'une attaque au gaz allemande.
Le 18 février 1930, il est promu lieutenant - colonel avec ancienneté le 1er janvier 1930 et se classe premier dans le corps des officiers d'armement. Il a été chef du Département des munitions au Département des armements du Ministère des affaires militaires. Le 31 mai 1932, il est mis hors service[Quoi ?] pour une période de 12 mois, sans droit à la conscription. Il était employé à l'usine nationale de munitions de Skarżysko. Le 31 mai 1933, le ministre des Affaires militaires a prolongé sa période d'inactivité de douze mois, et le 31 mai 1934 - de douze mois supplémentaires.
Dans les années 1939-1940, sous le nom de Jan Kochanowski, il a travaillé pour la société Bracia Geisler, Okolski i Patschke à Varsovie, dont le propriétaire, Adalbert Schepanek (Wojciech Szczepenik) était un citoyen américain. Cela permettait une certaine liberté d'action et il y dirigeait, entre autres, fabriquer du petit équipement militaire pour les besoins de l'AGA.
Au sous-sol de sa maison au 12 rue Podolska, le fonctionnement des détonateurs à grenades Filipinka a été testé, et des tests ont été réalisés avec des flacons allumeurs dans le jardin.
Lors du soulèvement de Varsovie, le 18 août 1944, il est grièvement blessé. Par ordre du commandant AK ce jour-là, il a été promu au grade de colonel et décoré de la croix d'argent de l'ordre militaire de Virtuti Militari.
Pendant les combats, Forestier a détruit au moins deux mines allemandes téléguidée « Goliath » en coupant le câble de commande. Grâce à l'acquisition de cette arme, il a réussi à apprendre comment cela fonctionne et à donner des instructions sur la façon de combattre les goliaths. L'une des mines se trouve maintenant au musée de l'Armée polonaise, avec une copie des instructions de Szypowski.
Son épouse était Maria Szypowska (1904–1999), née Guyot, qu'il rencontra à Bourges, lorsque, en tant que délégué de l'armée polonaise, il y négocia la livraison d'armes. Ils ont eu quatre enfants : Jan, Maria, Miroslaw, Krystyna.
Il est enterré au cimetière militaire de Powązki à Varsovie (section A27-3-20).

## Commandes et décorations
- Croix d'argent de l'Ordre militaire de Virtuti Militari
- Croix d'or du mérite (18 mars 1932)
- Ordre de Sainte-Anne de 3e et 4e classe (Empire russe)
- Ordre de Saint-Stanislas de 3e classe (Empire russe)
- Chevalier de la Légion d'honneur (France)

## Commémoration
- En 2005, le parc de Praga-Południe, situé près de sa maison au 12 Rue Podolska. Le parc s'appelait auparavant le parc de 13 septembre 1944 [6] . Il y a une pierre avec une plaque commémorative dans le parc [7] .
- Depuis 2016, une « course de Leśnik » est organisée à Słupca pour commémorer Jan Szypowski dans sa ville natale.